# Tres Puis
El Tres Puis és una muntanya de 2.531 metres que es troba al municipi d'Alt Àneu, a la comarca del Pallars Sobirà. Es troba dintre de la zona perifèrica del Parc Nacional d’Aigüestortes i Estany de Sant Maurici.